# تانغ لي
تانغ لي (بالصينية: 唐莉) هي لاعبة غو محترفة ‏ صينية، ولدت في 27 يوليو 1982 في تشونغتشينغ في الصين.